# 静止无功补偿器
静态无功补偿器（Static VAR compensator，SVC）又稱動態无功补偿器，是一组能在高壓電輸電系統网络上連續、快速動態調節无功功率的电气设备。    此外它還能调节电压、功率因数。 